# Aïcha Ibrahim
Aïcha Ibrahim, née en 1949 à Madrid, est une écrivaine d'expression française et peintre tunisienne.

## Biographie
Elle est la fille d'un médecin et collectionneur d'art tunisien, Hafedh Ibrahim, également militant pour l'indépendance des pays du Maghreb, et d'une peintre française d'origine italienne. Née en 1949 à Madrid, elle y passe son enfance,.
Elle mène des études supérieures en arts et lettres en Espagne puis en Tunisie. Elle devient ensuite enseignante, tout en se consacrant à l'écriture et la peinture. L'un de ses premiers ouvrages publiés, Arbre de vie, arbre de lumière, est consacré aux rapports entre l'écriture et la peinture. Dans Le Miroir des formes, elle commente des tableaux de Léonard de Vinci, de Pablo Picasso, de Francisco de Goya ou encore de Francis Bacon. Concernant ses propres œuvres picturales, recourant aux couleurs vives, elle se dit inspirée de la Théorie de l'art moderne de Paul Klee,.

## Principales publications
- Arbre de vie, arbre de lumière, Tunis, ONFP, 2001, 266 p. (ISBN 9973412214).
- Le Miroir des formes, Tunis, Centre d'études et de recherches économiques et sociales, 2004, 271 p.
- La Dernière demeure, Carthage, MC-Éditions, 2007.
- Le Sarment, Carthage, MC-Éditions, 2009, 439 p. (ISBN 978-9938-807-12-7).
- Les Morisques et le pont des civilisations, Carthage, MC-Éditions, 2014.
- Jardins secrets du Belvedère : romance d'un parc à préserver, Carthage, MC-Éditions, 2015, 103 p. (ISBN 978-9938-807-90-5).
- Identités et représentations, t. I : Réflexions et questions sur l'art entre esthétique et éthique, Tunis, Arabesques, 2021, 357 p. (ISBN 978-9938075137).
- Identités et représentations, t. II : Le corps féminin dans le temps : Islam, pouvoir, profane et sacré, Tunis, Arabesques, 2021, 451 p. (ISBN 978-9938075137).
- De Carthage à Sidi Bou Saïd : une traversée picturale et historique, Tunis, Arabesques, 2023, 196 p. (ISBN 978-9938074369).
- Le Sarment : une saison sur l'Archipel, Tunis, Arabesques, 2024, 427 p. (ISBN 978-9938075519).